# جيريمي هيرنانديز
جيريمي هيرنانديز (بالإنجليزية: Jeremy Hernandez)‏ هو لاعب كرة قاعدة أمريكي، ولد في 6 يوليو 1966 في بربانك في الولايات المتحدة.

## وصلات خارجية
- جيريمي هيرنانديز على موقعبيزبول رفرنس.كوم (الدوري الرئيسي) (الإنجليزية)
- جيريمي هيرنانديز على موقعبيزبول رفرنس.كوم (الدوري الثانوي) (الإنجليزية)